# Оразбаев, Иранбек Абитаевич
Иранбек (Иран-Гайып) Абитаевич Оразбаев (7 июля 1947 г.род Сырдарьинский район, Кызылординская область) — казахский поэт, драматург. Лауреат государственной премии Республики Казахстан (2002). Лауреат независимой премии «Платиновый Тарлан» (2007).

## Биография
- Иранбек Абитаевич Оразбаев родился в 1947 году в совхозе им. Абая Сырдарьинского района Кзыл-Ординской области. Происходит из племени аргын.[1]
- В 1970 году получил диплом горного факультета Казахского политехнического института.
- В 1980 году окончил высшие курсы Литературный институт имени А. М. Горького
- В разные годы он работал референтом в обществе «Знание» Кызылординской области, редактором в издательстве «Жазушы», заведующим отделом поэзии в газете «Қазақ әдебиеті», Главный редактор Редакционно-репертуарного совета Комитета по образованию, культуре Республики Казахстан.
- С 1998 года он возглавляет литературное отделение Казахский государственный академический театр для детей и юношества имени Г. Мусрепова.
- В настоящее время — редактор издательства «Жазушы».

## Творчество
- Первый сборник стихов «Сердце Славы» был опубликован в 1974 году.
- Автор таких книг: «Жүрек жырлайды» (1974 г.), «Жеті қазына» (1977 г.), «Түннің көзі» (1979 г.), «Сұлулықпен сырласу» (1980 г.), «Өмір-Өлең» (1982 г.), «Сұлулық сарасы» (1985 г.), «Дүниежарық» (1987 г.), «Батқан Кеменің Бейбақтары» (1990 г.), «Мұнар, Мұнар, Мұнарым...» (1992 г.), «Иран бағы» (1995 г.), «Сөз патшалығы» (1996 г.), «Жыр әлемі» (1996 г.), «Қорқыттың көрі» (2001) и др.
- Он является автором около 30 драматических поэм, большинство из которых известны не только в Казахстане, но и за рубежом. Такие произведения как «Шыңғысхан», «Абылай хан», «Қорқыттың көрі» переведены на несколько иностранных языков.
- За сборник стихов «Қорқыттың көрі» Иранбеку Абитайулы в 2002 году присуждена Государственная премия Республики Казахстана.

## Награды
- 2002 — Лауреат Государственной премии Республики Казахстан за сборник стихов «Қорқыттың көрі»[2]
- 2006 — Орден Парасат (14.12.2006)[3]
- 2007 — Лауреат независимой премии «Платиновый Тарлан»
- 2008 — «Почетный гражданин Кызылординской области» (11.12.2008)
- 2011 — Лауреат Государственной стипендий РК в области культуры